# 武装游击队

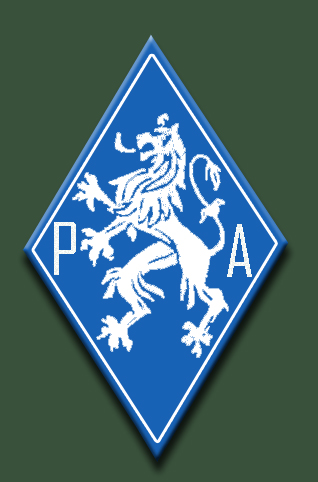
武装游击队徽章

武装游击队（法語：Partisans armés，缩写为PA）是第二次世界大战中纳粹德国占领比利时期间出现的一个抵抗运动组织。该组织隶属于比利时共产党。1941年，许多成员离开该组织，转而加入独立阵线。1943年，该组织和比利时共产党的几乎全部领导人被德军逮捕，其力量遭到严重削弱。1944年9月比利时解放后，该组织改名为比利时游击队军。
共有13246人被认定在二战期间曾是武装游击队的成员。该组织在战争中伤亡惨重，1200人被杀，另有3000人被捕并送往监狱和集中营。